# بیلی کروداپ
بیلی کراداپ (به انگلیسی: Billy Crudup) بازیگر آمریکایی زاده ۸ ژوئیه ۱۹۶۸ است. از فیلم‌های معروف او می‌توان به فیلم مأموریت غیرممکن ۳ اشاره کرد.

## بخشی از فیلم‌شناسی
- بتمن آغاز می‌کند
- نگهبانان
- ماهی بزرگ
- دشمنان ملت
- مأموریت غیرممکن ۳
- تقریباً مشهور
- شارلوت گری
- پیوندهای خونی
- آزمایش زندان استنفورد
- دیدبان
- اسپات‌لایت
- بیگانه: کاوننت
- اختراع ابوت‌ها
- جایگاه زیبایی
- برنامه صبحگاهی
- بعد از عروسی
- سرزمین ناهموار
- به مرد اعتماد کن
- جهانگرد
- بیدار کردن مردگان
- ۱ مایل تا تو
- طولانی‌ترین هفته
- فداکاری
- مردن در تیراندازی
- بدون سکان